# John Bernhard
John Bernhard (né le 17 mai 1957 à Genève, Suisse) est un graphiste et photographe américain d'origine suisse, vivant et travaillant à Houston (Texas).

## Biographie
Début 1978, il entame son « american road trip », parcours qui durera plus d’une année. Émigré aux USA en 1980, il obtient un diplôme du New York Institute of Photography en 1984. John Bernhard commence par des préoccupations sociales ; il se consacre à la photographie en tant que reporter photographe indépendant. Ses images (Nicaragua, Texas, rodeo) sont publiées dans de nombreux magazines (Time, Newsweek, L'Illustré).
Avec les années 1990, John Bernhard quitte la photo de reportage pour s’intéresser plus particulièrement au corps féminin. Un corps nu, mais ‘habillé’ par des projections… Il devient connu pour le surréalisme de ses études de nus (Nude Metamorphs). Plutôt que de simplement montrer le corps de la femme, John Bernhard le couvre d'éléments de la terre, à travers des projections, et travaille avec les mythes de la métamorphose comme thème. Il en résulte des images faisant allusion à la matière par laquelle les modèles sont absorbés ou dans lequel ils disparaissent. En 2001, ce travail a été inclus dans l’exposition “Body Work” au Minneapolis Institute of Arts.
John Bernhard travaille toujours à partir de thèmes. Son choix fluctue entre le rêve et la réalité, entre la réflexion et la transformation. Ainsi la série “Diptyque” recouvre toutes les époques de son travail, et joue des hasards de correspondances formelles entre deux photos pour suggérer des parallélismes ou des oppositions, des surprises sémantiques.
Une démarche qui est une sorte de synthèse des précédentes. Un peu comme si, chez John Bernhard, chaque période, chaque approche, était une base de réflexion pour l’étape suivante. On trouve ses photos dans les collections de plusieurs musées : Musée des beaux-arts de Houston; Akron Art Museum, Ohio; Denver Art Museum, Denver; New Mexico Museum of Art, Santa Fe; Polk Museum of Art, Floride; Museet for Fotokunst, Danemark; Musée de l'Élysée, Lausanne, et le Musée des Suisses dans le monde à Genève.

## Citations
- “J’aime penser que je suis un spécialiste en polyvalence.”
- “Je pars avec l’idée que je vais rencontrer plus que ce que je n’attends.”
- “La vie que tu voulais vivre, sera la vie que tu vivras.”

## Publications
- L’Appel de l’Amérique, Infolio, 2013,  (ISBN 978-28-8474-681-6)
- America’s Call, Dog Ear Publishing, 2011,  (ISBN 978-14-5750-000-8)
- Body Work, Elite Éditions, 2009,  (ISBN 978-09-7490-223-4)
- China, Elite Éditions, 2008,  (ISBN 978-09-7490-222-7)
- Drift, préface de Shannon Rasberry, Elite Éditions, 2006,  (ISBN 0-9749022-1-7)
- John Bernhard - A Retrospective, préface de William Ewing, Éditions de Penthes, 2004,  (ISBN 2-9700395-3-2)
- Diptych, Elite Éditions, 2004,  (ISBN 0-9749022-0-9)
- Nicaragua, The Nicaraguan Children Texas Benefit Fund, 2002,  (ISBN 0-9719116-0-6)
- Nudes Metamorphs, Emco Press, 2000,  (ISBN 0-9673286-1-6)